# Treći ključ (1983.)
Treći ključ, hrvatski dugometražni film iz 1983. godine.